# Pirapat Watthanasetsiri
Pirapat Watthanasetsiri (พิรพัฒน์ วัฒนเศรษสิริ; nascido em 23 de fevereiro de 1994) também conhecido como Earth (เอิร์ท), é um ator e cantor tailandês. Ele é conhecido por seus papéis principais como Waii em Water Boyy: The Series (2017) e So in Kiss Me Again (2018). Sua fama disparou ainda mais por meio de seu papel titular como Chefe Phupha na série de televisão de grande sucesso A Tale of Thousand Stars, com Sahaphap Wongratch.

## Vida pessoal e educação
Pirapat se formou em 2018 com bacharelado em artes cênicas pela Faculdade de Belas Artes da Universidade de Srinakharinwirot. Além de ator e cantor, Pirapat também pinta como hobby.
Em 2018, a mãe de Pirapat faleceu. Antes de sua morte, ele sofreu um acidente de carro enquanto ia vê-la no hospital. Ele não se feriu, mas fala sobre esse período de sua vida como particularmente difícil.
Pirapat é proprietário de uma rede de casas de massagens tailandesas chamada "Nikko Thai Massage" e localizada em Banguecoque. A primeira agência foi inaugurada em janeiro de 2023, e a segunda - em junho de 2023.
Em agosto de 2023, Pirapat recorreu ao X (antigo Twitter) para reclamar sobre cartas com conteúdo malicioso enviadas para sua empresa. Ele ameaçou com ação legal, a menos que o e-mail malicioso parasse. Mais tarde naquele mês, a empresa gestora de Pirapat, GMMTV, emitiu uma declaração informando que se reuniu com inspetores e tomou medidas legais contra um indivíduo cujas ações difamaram Pirapat e prejudicaram sua imagem. Segundo o comunicado, o indivíduo concordou em cessar esse comportamento. A empresa afirmou ainda que tomaria tais medidas contra comportamentos semelhantes no futuro.

## Carreira de ator

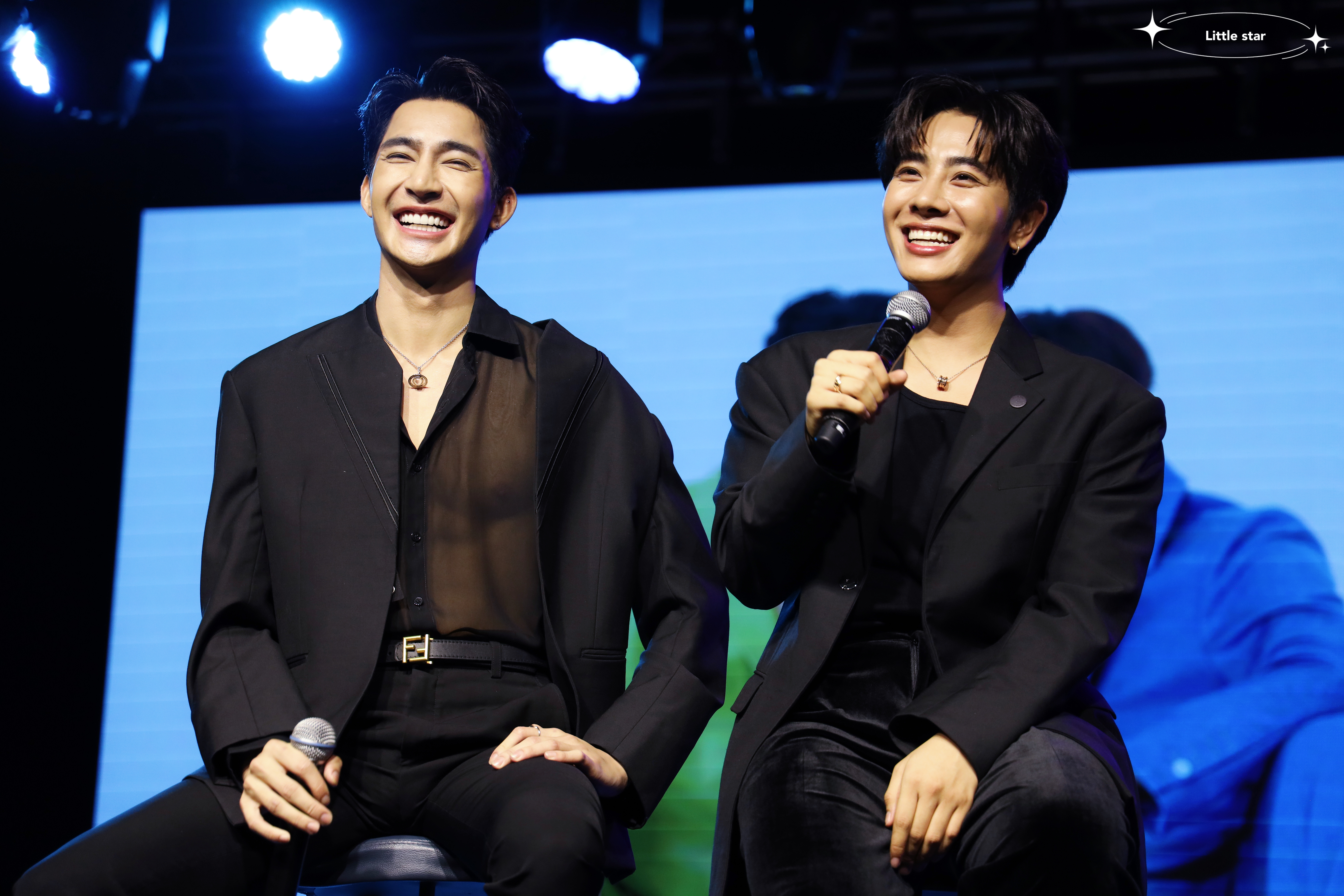
Earth e Mix em 2023

Pirapat é um artista do GMMTV. Ele estrelou vários programas de TV e é mais conhecido pela série BL (Boys' Love), A Tale of Thousand Stars, onde desempenhou o papel principal de Chefe Phupha, ao lado do também ator do GMMTV, Sahaphap Wongratch. A química dos dois atores foi elogiada pelo público e levou ao trabalho conjunto deles em vários shows futuros, onde estrelaram como protagonistas. Entre os fãs, os dois são conhecidos como “EarthMix”. Em 2022, eles estrearam seu próprio programa de variedades no YouTube intitulado EMS Earth - Mix Space.

## Filmografia

### Televisão
| Ano  | Título                                    | Personagem                    | Notas            |
| ---- | ----------------------------------------- | ----------------------------- | ---------------- |
| 2016 | Little Big Dream                          |                               | Papel convidado  |
| 2017 | Water Boyy: The Series                    | Waii                          | Papel principal  |
| 2017 | Miraigar T1 Temporada 2                   | Sakat                         | Papel principal  |
| 2018 | Kiss Me Again                             | So                            | Papel principal  |
| 2018 | Love by Chance                            | Type                          | Papel recorrente |
| 2019 | Theory of Love                            | Aun                           | Papel recorrente |
| 2020 | Victory Lap; Singapore Web Series         | Tae                           | Papel principal  |
| 2021 | A Tale of Thousand Stars                  | Phupha                        | Papel principal  |
| 2021 | Safe House                                | Ele mesmo                     | Elenco principal |
| 2021 | Hollywood Game Night Thailand Temporada 5 | Ele mesmo                     | Papel convidado  |
| 2021 | 55:15 Never Too Late                      | Ele mesmo                     | Papel convidado  |
| 2022 | EMS EarthMix Space                        | Ele mesmo                     | Elenco principal |
| 2022 | Safe House 3: Best Bro Secret             | Ele mesmo                     | Elenco principal |
| 2022 | Cupid's Last Wish                         | Thapakorn Chaiphitak / "Korn" | Papel principal  |
| 2022 | Mama Gogo                                 | Kampan                        | Papel recorrente |
| 2022 | Find Yourself                             | Yang                          | Papel principal  |
| 2023 | Moonlight Chicken                         | "Jim" Thanit Iaosiri          | Papel principal  |
| 2023 | Our Skyy 2                                | Phupha                        | Papel principal  |
| 2023 | Find Yourself                             | Yang                          | Papel principal  |
| 2024 | Ossan's Love Returns                      | Jim                           | Papel convidado  |
| 2024 | Ploy's Yearbook                           | Thap                          | Papel principal  |
| 2024 | Ossan's Love                              | Heng                          | Papel principal  |
| TBA  | Only Friends: Dream On                    | Jack                          | Papel principal  |

### Aparições em videoclipes
| Ano  | Título da música                                     | Artista(s)                                                                                      | Papel     | Notas                          |
| ---- | ---------------------------------------------------- | ----------------------------------------------------------------------------------------------- | --------- | ------------------------------ |
| 2019 | "หาเรื่องเจ็บตัว" (Ha Rueang Jeb Tua)                    | Jedsada Laddachayaporn (Pun Basher)                                                             |           | Vídeo musical oficial          |
| 2021 | สายตาโกหกไม่เป็น (Eyes Can't Lie)                      | Earth Pirapat                                                                                   | Ele mesmo | A Tale of A Thousand Stars OST |
| 2021 | นิทานพันดาว (ภูผา Version) (1000 Stars - Earth Version) | Earth Pirapat                                                                                   | Ele mesmo | A Tale of A Thousand Stars OST |
| 2021 | ครึ่งชีวิต (ทั้งจิตใจ) (Khrueng Chiwit (Thang Chitchai))    | New Jiew (Napassorn Phuthornjai e Piyanut Sueajongpru)                                          | Ele mesmo |                                |
| 2022 | เพิ่งรู้ (Never Knew)                                    | Earth Pirapat, Mix Sahaphap                                                                     | Ele mesmo | Cupid's Last Wish OST          |
| 2022 | ไม่ไกลหัวใจ (Closer)                                   | Earth Pirapat, Mix Sahaphap                                                                     | Ele mesmo | Cupid's Last Wish OST          |
| 2022 | Save All Memories In This House                      | Off, Gun, Earth, Mix, Neo, Louis, Joong, Dunk, Jimmy, Sea                                       | Ele mesmo | Safe House S3 OST.             |
| 2023 | The Moon Represents My Heart                         | Earth Pirapat, Mix Sahaphap, First Kanaphan, Khaotung Thanawat, Gemini Norawit, Fourth Nattawat | Ele mesmo | Moonlight Chicken OST          |
| 2023 | ผาเคียงดาว (No Matter What)                           | Earth Pirapat, Mix Sahaphap                                                                     | Cantor    | Our Skyy 2 OST                 |

### Curta-metragem
| Ano  | Título                    | Romanizado e Inglês                                        | Papel      | Notas    |
| ---- | ------------------------- | ---------------------------------------------------------- | ---------- | -------- |
| 2021 | ครึ่งชีวิต (ทั้งจิตใจ) The Story | Kreung Chee Wit (Tang Jit Jai) "My Another Half" The Story | Como Whale | New Jiew |

## Apresentações ao vivo
| Ano  | Nome                                          | Artista                                                                                             | Local                                                       |
| ---- | --------------------------------------------- | --------------------------------------------------------------------------------------------------- | ----------------------------------------------------------- |
| 2017 | New & Earth Fanmeeting (FFACG EXPO 2017)      | New Thitipoom                                                                                       | Poly World Trade Center                                     |
| 2018 | New & Earth 1st Fan Meeting In Taipei         | New Thitipoom                                                                                       | 5F Clapper Studio, Taipei                                   |
| 2019 | Y I Love You Fan Party 2019                   | Kirst, Singto, Off, Gun, Tay, New, Drake, Frank, Neo, Phuwin, Chimon, Guy, Nammon, Oajun, Fiat      | Thunder Dome, Muangthong Thani                              |
| 2021 | Earth-Mix Love At 1st Live Fan Meeting        | Mix Sahaphap                                                                                        | Transmissão ao vivo                                         |
| 2022 | GMMTV Fan Fest 2022                           | Kirst, Tay, New, Bright, Win, Dew, Nani, Mix, Ohm, Nanon                                            | Pia Arena MM                                                |
| 2022 | Feel Fan Fun Camping Concert                  | Mix, Joong, Dunk, Pond, Phuwin                                                                      | Union Hall, 6F, Union Mall                                  |
| 2022 | EarthMix Wonderful Day in Vietnam             | Mix Sahaphap                                                                                        | Hoa Binh Theatre, Ho Chi Minh City                          |
| 2023 | Moonlight Chicken Opening Night               | Mix, First, Khaotung, Gemini, Fourth, Mark, View                                                    | Ballroom Hall 1-2, Queen Sirikit National Convention Center |
| 2023 | EarthMix 1st Fan Meeting In Taipei            | Mix Sahaphap                                                                                        | DSpace元動展演空間                                          |
| 2023 | GMMTV FANDAY In Osaka                         | Off, Gun, Mix, Perth, Chimon                                                                        | Dojima River Forum, Osaka                                   |
| 2023 | Moonlight Chicken Final EP. Fan Meeting       | Mix, First, Khaotung, Gemini, Fourth, Mark, View                                                    | True Icon Hall, 7F, Icon Siam                               |
| 2023 | GMMTV FANDAY In Seoul                         | Mix, Joong, Dunk                                                                                    | Guro-gu Community Center                                    |
| 2023 | EarthMix 1st Fan Meeting In Hong Kong         | Mix Sahaphap                                                                                        | Rotunda 2, 3/F, KITEC                                       |
| 2023 | Love Out Loud (LOL) Fan Fest 2023: LOVOLUTION | Mix, Jimmy, Sea, Force, Book, Ohm, Nanon, First, Khaotung, Joong, Dunk Pond, Phuwin, Gemini, Fourth | Royal Paragon, 5F, Siam Paragon                             |
| 2023 | EarthMix Fly to the Moon in Vietnam           | Mix Sahaphap                                                                                        | The Adora Nguyễn Kiệm                                       |
| 2023 | GMMTV FANDAY in Bangkok                       | Mix Sahaphap                                                                                        | Union Hall, Union Mall                                      |

## Prêmios e nomeações
| Ano  | Associações                  | Categoria                             | Nomeações                | Resultado |
| ---- | ---------------------------- | ------------------------------------- | ------------------------ | --------- |
| 2021 | Thailand Master Youth        | Artistas, cantores, atores            |                          | Venceu    |
| 2021 | 7th Maya Awards              | Melhor Casal (com Sahaphap Wongratch) | A Tale of Thousand Stars | Indicados |
| 2021 | 3rd Zoomdara Awards          | Melhor Casal (com Sahaphap Wongratch) | A Tale of Thousand Stars | Indicados |
| 2021 | 1st Siam Series Awards       | Ator principal popular                | A Tale of Thousand Stars | Venceu    |
| 2021 | 1st Siam Series Awards       | Melhor Casal (com Sahaphap Wongratch) | A Tale of Thousand Stars | Indicados |
| 2021 | 1st Siam Series Awards       | Melhor Cena (com Sahaphap Wongratch)  | A Tale of Thousand Stars | Indicados |
| 2021 | Howe Awards 2020             | Melhor Casal (com Sahaphap Wongratch) | A Tale of Thousand Stars | Venceram  |
| 2022 | Maya Entertain Awards 2022   | Melhor Casal (com Sahaphap Wongratch) | A Tale of Thousand Stars | Indicados |
| 2022 | Kazz Awards 2022             | Melhor Casal (com Sahaphap Wongratch) | A Tale of Thousand Stars | Indicados |
| 2022 | Kazz Awards 2022             | Melhor Ator                           | A Tale of Thousand Stars | Indicado  |
| 2022 | Line Sticker Thailand Awards | Melhor Casal (com Sahaphap Wongratch) |                          | Venceram  |

## Discografia
| Ano  | Título da música                                                          | Rótulo        |
| ---- | ------------------------------------------------------------------------- | ------------- |
| 2021 | "สายตาโกหกไม่เป็น" (Sai Ta Go Hok Mai Pen) (Eyes Can't Lie)                 | GMMTV Records |
| 2021 | "นิทานพันดาว (ภูผา Version)" (1000 Stars) [Ni Taan Pun Dao (Phupha Version)] | GMMTV Records |
| 2022 | "พิ่งรู้" (Never Knew)                                                        | GMMTV Records |